# Kościół Miłosierdzia Bożego w Konstantynowie Łódzkim
Kościół Miłosierdzia Bożego w Konstantynowie Łódzkim – jeden z czterech rzymskokatolickich kościołów parafialnych w mieście Konstantynów Łódzki, w powiecie pabianickim, w województwie łódzkim. Należy do dekanatu konstantynowskiego archidiecezji łódzkiej.
Jest to najmłodsza świątynia parafialna Konstantynowa. Jej budowa rozpoczęła się w dniu 15 września 1987 roku według projektu architekta Mirosława Rybaka. Budowla jest jednonawowa, wzniesiona została na planie prostokąta, na którego przedłużeniu jest umieszczone prezbiterium. Po bokach prezbiterium znajdują się nisze, które są efektem załamania płaskiego muru fasady zachodniej. Podobnie została załamana ściana fasady wschodniej, czyli wejściowej. Wewnątrz kościoła nad wejściem znajduje się poprzeczna część – chór. Świątynia pod względem architektonicznym, dzięki prostocie układu i odpowiednim proporcjom, tworzy pełną spokoju formę. Do centralnej świątyni są dobudowane ściany dwóch kaplic: z lewej św. Faustyny, natomiast z prawej kaplica pogrzebowa. Budowla została poświęcona w dniu 18 kwietnia 1993 roku przez abpa Władysława Ziółka.